# فشل النمو
فشل النمو أو فشل الازدهار (بالإنجليزية: Failure to thrive ومختصره (FTT))‏ أو تعثر الوزن (بالإنجليزية: weight faltering)‏ أو الوزن المتعثر (بالإنجليزية: faltering weight)‏ هي مصطلحات تستخدم في طب الأطفال والبالغين والطب البيطري للتعبير عن اكتساب وزن غير كاف أو فقدان وزن غير مناسب. وهو أحد علامات إصابة الأطفال والرضع بالداء البطني.
ويمكن تقييمه إما من خلال تدني الوزن بالنسبة لعمر الطفل، أو تدني معدل الزيادة في الوزن.

## الأطفال
كما يُستخدم من قبل أطباء الأطفال، فإن مصطلح فشل النمو يشمل ضعف النمو الجسدي لأي سبب كان ولا يشير ضمنياً إلى نموٍ غير طبيعيٍ ذهنياً، أو اجتماعياً، أو اقتصادياً. على الرغم طبعاً من أنه يمكن أن يكون سبباً لهذه الأمراض في وقت لاحق. وقد استُخدم هذا المصطلح بطرق مختلفة، وتم تحديد معايير موضوعية مختلفة. العديد من التعريفات تستخدم المئين الخامس بمثابة حد فاصل.
تقليدياً، فإن أسباب فشل النمو قد قسمت إلى أسباب داخلية وخارجية. التحقيق الأولي يجب أن يراعي الأسباب المادية، ومقدار السعرات الحرارية المستوعبة، والتقييم النفسي الاجتماعي.
الأسباب الداخلية (أو العضوية)
هذه الأسباب تعود إلى المشاكل البدنية أو العقلية في الطفل نفسه. ويمكن أن تشمل مختلف أخطاء الأيض الخلقية. مشاكل الجهاز الهضمي مثل ارتداد الحمض والغاز، وتعتبر أمراضا مؤلة والتي قد تجعل الطفل غير راغب بتناول غذاءٍ كافٍ. التليف الكيسي، والإسهال، وأمراض الكبد، والداء الزلاقي تُصعِّب على الجسم امتصاص الغذاء. وتشمل الأسباب الأخرى التشوهات البدنية مثل الحلق المشقوق وعقدة اللسان. الحساسية من الحليب يمكن أن تسبب فشل نمو داخلي المنشأ. كذلك، فإن عملية الأيض قد يثيرها الطفيليات، والربو، والتهابات المسالك البولية، وسائر أنواع العدوى المسببة للحمى، أو أمراض القلب بحيث يصبح من الصعب الحصول على السعرات الحرارية الكافية لتلبية متطلبات سعرات حرارية أعلى.
الأسباب الخارجية (أو غير العضوية)
تلك الناجمة عن أعمال مقدم الرعاية. ومن الأمثلة على ذلك عدم القدرة البدنية على إنتاج ما يكفي من حليب الثدي، باستخدام عضات الرضع فقط لتنظيم الرضاعة الطبيعية بحيث لا يتوفر أعداد كافية من الرضعات (متلازمة الطفل النعسان)، وعدم القدرة على تحصيل تركيبة الحليب عند الحاجة، والحد عن قصد من إجمالي مقدار السعرات الحرارية المستوعبة (غالباً لما يراه مقدم الرعاية للطفل أكثر جمالية)، وعدم تقديم الأطعمة الصلبة المناسبة للفئة العمرية للأطفال الرضع والصغار الذين تزيد أعمارهم عن سنة أشهر.
أسباب مختلطة
بالرغم من ذلك، فإن الاعتقاد بأن المصطلحات ثنائية التفرع يمكن أن يكون مضللاً، لأن كلاً من العوامل الداخلية والخارجية قد تتواجد في نفس الوقت. على سبيل المثال، طفل لا يحصل على غذاءٍ كافٍ قد يتصرف بأنه راضٍ بحيث لا يعرض مقدم الرعاية وجبات كافية من حيث العدد أو الكمية، وطفل يعاني من ارتدادٍ شديد في الحموضة والذي يبدو بأنه يتألم خلال الأكل قد يجعل مقدم الرعاية متردداً بتقديم وجبات كافية.
في الآونة الأخيرة أصبح مصطلح النمو المتعثر بديلاً شائعاً لفشل النمو، والذي يمثل في أذهان البعض مصطلحاً أفضل تعبيراً.قالب:بحاجة للمصدر

## البالغون
يتم تطبيق مصطلح «فشل النمو» أيضاً على طب الشيخوخة أو بشكل أعم على طب البالغين كمصطلح وصفي، وغير محدد والذي يشمل «لا يبلي حسناً». وتشمل مظاهر هذا المرض فقدان الوزن، وانخفاض الشهية، وسوء التغذية، وقلة النشاط. إن الأعراض الأربعة الشائعة والمتنبئة بالنتائج السلبية في مرضى فشل النمو هي: ضعف الوظائف البدنية، وسوء التغذية، والاكتئاب، وضعف الإدراك.